# 艾伯特利鎮區 (明尼蘇達州弗里伯恩縣)
艾伯特利鎮區（英語：Albert Lea Township）是位於美國明尼蘇達州弗里伯恩縣的一個行政鎮區。

## 地方資料
艾伯特利鎮區的面積為63.20平方千米，當中陸地面積為55.49平方千米，而水域面積為7.71平方千米。根據2020年美國人口普查的數據，當地共有人口602人，而人口密度為每平方千米9.53人。